# Legio XXII Primigenia
Legio XXII Primigenia was een Romeins legioen, opgericht in 39 door keizer Caligula.  De bijnaam Primigenia is afgeleid van een der namen van de godin Fortuna; primigenia betekent de eerstgeborene.
Het 22e legioen Primigenia werd samen met het 15e legioen Primigenia door Caligula opgericht voor een nieuwe campagne in Germania in de herfst van 39, die overigens weinig succesvol was. De symbolen van het 22e legioen waren de steenbok en Herakles.

## Geschiedenis

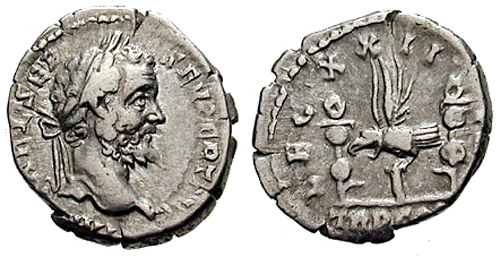
Een denarie, geslagen in 193 onder keizer Septimius Severus, ter ere van het 22e legioen vanwege de steun aan de Severus in diens strijd om de troon.

Na de campagne in Germania werd het 22e legioen gestationeerd in Mogontiacum (Mainz) in de militaire provincie Opper-Germanië (Germania Superior) aan de Rijngrens (limes). In het Vierkeizerjaar, ook wel Driekeizerjaar genoemd, brak een burgeroorlog uit om de troon van het Romeinse Rijk. Het 22e legioen steunde net als de andere Rijnlegioenen Vitellius, de gouverneur van Neder-Germanië (Germania Inferior). Vitellius trok met een groot deel van de Rijnlegioenen op naar Rome. Tijdens de Bataafse Opstand was het 22e legioen onder leiding van Gaius Dillius Vocula een van de weinige legioenen langs de Rijn die de Bataafse aanvallen kon weerstaan. In 97-98 was de latere keizer Hadrianus krijgstribuun (tribunus militum) van het 22e legioen. Het 22e legioen Primigenia was zeker tot in de 3e eeuw in Mogontiacum gestationeerd. In 235 kwam het legioen in opstand tegen keizer Severus Alexander, die samen met zijn moeder in de buurt van Mogontiacum werd vermoord. In 268 vocht het legioen waarschijnlijk onder keizer Gallienus in de slag bij Naissus tegen de Goten. In het jaar daarop werd de bevelhebber van het 22e, Laelianus, keizer van het Gallische keizerrijk.
In 310 bouwde het legioen op bevel van keizer Constantijn de Grote de Romeinse brug van Keulen.